# A szürke ötven árnyalata (film)
A szürke ötven árnyalata (eredeti cím: Fifty Shades of Grey) 2015-ben bemutatott erotikus-romantikus dráma, amelyet Sam Taylor-Johnson rendezett és amelynek forgatókönyvét Kelly Marcel írta a brit származású író, E. L. James azonos című regénye alapján. A főszereplők Dakota Johnson, Jamie Dornan és Jennifer Ehle. 
Az Amerikai Egyesült Államokban 2015. február 13-án mutatták be, Magyarországon szinkronizálva egy nappal hamarabb, február 12-én az UIP-Duna Film forgalmazásában. A film premierjére a 65. Berlini Nemzetközi Filmfesztiválon került sor február 11-én. Folytatását, A sötét ötven árnyalatát 2017-ben mutatták be.
A mű főszereplője egy fiatal diplomás lány, Anastasia Steele (Johnson), aki szadomazochista kapcsolatba kezd egy fiatal iparbáróval, Christian Grey-jel (Dornan). A mű valójában egy bántalmazó párkapcsolatot mutat be, amelyben a BDSM-re jellemző eszközöket a főszereplő a hatalmának kiterjesztésére használja.
A film többnyire negatív értékeléseket kapott a kritikusoktól. A Metacritic oldalán a film értékelése 47% a 100-ból, ami 41 véleményen alapul. A Rotten Tomatoeson a Szürke ötven árnyalata 26%-os minősítést kapott, 176 értékelés alapján.

## Cselekmény
A 21 éves Anastasia "Ana" Steele angol irodalmat tanul a Washingtoni Állami Egyetemen. Amikor szobatársa, Kate Kavanagh megbetegszik, Ana elvállalja helyette egy interjú elkészítését Christian Grey 27 éves milliárdos vállalkozóval az egyetemi lap számára. Christian érdeklődni kezd az interjút elügyetlenkedő lány után, majd ellátogat abba a barkácsboltba is, ahol Ana dolgozik és felajánl neki egy fotózást a cikkhez.
Christian kávézni hívja Anát, de hirtelen faképnél hagyja, mikor a lány közli vele romantikus nézeteit (melyeket a férfi nem tudna viszonozni). Később könyveket küld ajándékba Anának, benne a párkapcsolatok veszélyeiről szóló idézetekkel. A diploma megszerzését Ana és barátai egy helyi kocsmában ünneplik, a részeg lány felhívja Christiant. A vállalkozó a bárba megy, ahol Ana barátja, José Rodriquez fotós épp megpróbálja akarata ellenére megcsókolni a lányt. Ana rosszul lesz és másnap Christian hotelszobájában ébred, de megkönnyebbülve veszi tudomásul, hogy az éjszaka folyamán nem került intim kapcsolatba a férfival. 
Ana és Christian találkozgatni kezdenek, bár utóbbi ragaszkodik egy titoktartási szerződés aláírásához. Chistian elmagyarázza, hogy BDSM párkapcsolatokban vesz részt, de ennek határait a felek közti szerződés biztosítja. Ana bevallja, hogy még szűz, később "hagyományos" módon szeretkeznek a férfival. Másnap találkozik Christian váratlanul betoppanó nevelőanyjával, Grace-szel. Christian drága ajándékokkal halmozza el Anát, aki nem csupán egyoldalú kapcsolatot szeretne, amivel frusztrációt okoz a férfiban.
A lány végül belemegy Christian játékába, és arra kéri, mutassa meg neki, hogyan büntetné őt meg a szabályok megszegéséért. Christian egy nadrágszíjjal kezdi ütni a fenekét és hangosan számoltatja vele az ütéseket. A felháborodott Ana otthagyja a férfit, szembesülve azzal, hogy nem illenek egymáshoz és a milliárdos szexuális szokásai deviánsak.

## Szereplők
| Szereplő                                                                                        | Színész             | Magyar hang        |
| ----------------------------------------------------------------------------------------------- | ------------------- | ------------------ |
| Anastasia "Ana" Steele, 21 éves angol irodalom szakos hallgató a Washingtoni Állami Egyetemen   | Dakota Johnson      | Földes Eszter      |
| Christian Grey, 27 éves milliomos, vállalkozó, a Grey Enterprises Holdings Inc. vezérigazgatója | Jamie Dornan        | Szatory Dávid      |
| Katherine "Kate" Kavanagh, Anastasia legjobb barátnője és szobatársa                            | Eloise Mumford      | Csondor Kata       |
| Carla Wilks, Anastasia anyja                                                                    | Jennifer Ehle       | Kisfalvi Krisztina |
| Dr. Grace Trevelyan Grey, Christian örökbefogadó anyja                                          | Marcia Gay Harden   | Kocsis Judit       |
| Elliot Grey, Christian örökbefogadott bátyja                                                    | Luke Grimes         | Welker Gábor       |
| Mia Grey, Christian örökbefogadott húga                                                         | Rita Ora            | Tamási Nikolett    |
| Carrick Grey, Christian örökbefogadó apja                                                       | Andrew Airlie       | Haás Vander Péter  |
| Raymond "Ray" Steele, Anastasia apja                                                            | Callum Keith Rennie | Hirtling István    |
| José Rodriguez, Anastasia egyik közeli ismerőse                                                 | Victor Rasuk        | Nagy Dániel Viktor |
| Andrea, Christian asszintense                                                                   | Rachel Skarsten     | Bálizs Anett       |
| Jason Taylor, Christian testőre                                                                 | Max Martini         | Sarádi Zsolt       |
| Martina                                                                                         | Emily Fonda         | Gáspár Kata        |
| Robbin "Bob" Adams, Anastasia mostohaapja                                                       | Dylan Neal          | Varga Gábor        |
| Paul Clayton, a Clayton's Barkácsbolt tulajdonosának testvére                                   | Anthony Konechny    |                    |
| Dr. Greene                                                                                      | Anne Marie DeLuise  |                    |